# Йиржи Адам из Мартиниц
Йиржи Адам из Мартиниц (чеш. Jiří Adam z Martinic; 1602, Смечно, Чешское королевство — 6 ноября 1651, Вена, Австрия) — чешский аристократ и крупный землевладелец, кавалер ордена Золотого руна, сын Ярослава Боржиты из Мартиниц. Занимал высшие государственные посты в Чехии, написал автобиографию.

## Биография
Йиржи Адам родился в 1602 году и стал старшим из семи сыновей в семье Ярослава Боржиты из Мартиниц и Марии Эусебии из Штернберка. Его отец был одним из наиболее богатых и влиятельных чешских магнатов. В 1618 году представители протестантской оппозиции выбросили Ярослава Боржиту из окна королевского дворца в Праге, что началом Тридцатилетней войны. Он выжил и бежал в Германию вместе с семьёй. В последующие годы Йиржи Адам учился в университетах Граца (там он получил в 1620 году степень доктора философии) и Лёвена, путешествовал по Франции, Италии, Испании и Португалии.
После недолгой службы в армии Католической лиги Йиржи Адам вернулся в 1625 году в Чехию. Он занимал пост канцлера при Фердинанде III в Праге, после смерти Фердинанде II стал помощником верховного канцлера Чехии Вилема Славаты в Вене. Как представитель чешской короны участвовал в выборах короля римского во Франкфурте в 1636 году, позже сословия Силезии направили его в Оломоуц на выборы епископа этого города (кафедру тогда получил Леопольд Вильгельм Австрийский). За свои заслуги Йиржи Адам получил орден Золотого руна. Он умер в Вене в ноябре 1651 года. Частично сохранилась написанная им автобиография, особенно ценная как путевой дневник.
С 1626 года Йиржи Адам был женат на итальянке Джованне Гонзага (1612—1688), но этот брак остался бездетным, так что его владения перешли к брату Бернарду Игнацу.